# Bolton Wanderers F.C.

Bolton Wanderers Football Club engleski je nogometni klub iz okolice Manchestera, općina Bolton (Metropolitan Borough of Bolton, Greater Manchester), koji se natječe u League One. Bolton je jedan od osnivača lige. Najuspješnije razdoblje kluba bilo je 1920-ih kad su osvojili 3 FA kupa.
Osnovan kao Christ Church Football Club 1874. godine, klub je 1877. godine usvojio svoje današnje ime i bio je jedan od osnivača Football Leaguea 1888. godine. Klub je između 1899. i 1911. godine osam puta prelazio između First i Second Division, a titulu Second Divisiona osvojio je u sezoni 1908./09. Bolton je tri puta osvojio FA kup tijekom 1920-ih: 1923. godine – u "Finalu bijelog konja", 1926. i 1929. godine. Bili su finalisti 1894. i 1904. godine. Klub je proveo samo dvije sezone izvan najviše divizije između 1911. i 1964. godine, nakon što je osvojio promociju iz Second Divisiona na kraju sezone 1934./35., pri drugom pokušaju. Izgubili su u finalu FA kupa 1953. godine, a zatim su osvojili natjecanje četvrti put 1958. godine pod vodstvom Billa Riddinga. Bolton je relegiran 1964. i ponovno 1971. godine, ali je ponovno stekao status u najvišoj diviziji nakon što je osvojio titulu Third Divisiona 1972./73., a zatim titulu Second Divisiona 1977./78. Međutim, tri relegacije ostavile su ih u četvrtom rangu do 1987. godine, iako je promocija iz Fourth Divisiona osigurana 1987./88., a 1989. godine osvojili su Football League Trophy nakon što su bili poraženi finalisti 1986. godine.  Svoje domaće utakmice igra na Reebok Stadiumu.

## Trofeji
- FA kup: 1923., 1926., 1929., 1958.
- Liga kup (finalist): 1995., 2004.
- Charity Shield: 1958.

## Svi treneri kluba
| Period        | Ime                       |
| ------------- | ------------------------- |
| 1874. – 1885. | Tom Rawthorne             |
| 1885. – 1886. | J. J. Bentley             |
| 1886. – 1887. | William Struthers         |
| 1887.         | Fitzroy Norris            |
| 1887. – 1895. | J. J. Bentley             |
| 1895.         | Harry Downs               |
| 1896. – 1898. | Frank Brettell            |
| 1898. – 1910. | John Somerville           |
| 1910. – 1915. | Will Settle               |
| 1915. – 1919. | Tom Mather                |
| 1919. – 1944. | Charles Foweraker         |
| 1945. – 1950. | Walter Crickmer           |
| 1951. – 1968. | Bill Ridding              |
| 1968. – 1970. | Nat Lofthouse             |
| 1970.         | Jimmy McIlroy             |
| 1970.         | Jimmy Meadows             |
| 1971.         | Nat Lofthouse             |
| 1971. – 1974. | Jimmy Armfield            |
| 1974. – 1980. | Ian Greaves               |
| 1980. – 1981. | Stan Anderson             |
| 1981. – 1982. | George Mulhall            |
| 1982. – 1985. | John McGovern             |
| 1985.         | Charlie Wright            |
| 1985. – 1992. | Phil Neal                 |
| 1992. – 1995. | Bruce Rioch               |
| 1995. – 1996. | Roy McFarland/ Colin Todd |
| 1996. – 1999. | Colin Todd                |
| 1999. – 2007. | Sam Allardyce             |
| 2007.         | Sammy Lee                 |
| 2007. – 2009. | Gary Megson               |
| 2010. – 2012. | Owen Coyle                |
| 2012. – 2014. | Dougie Freedman           |
| 2014. – 2016. | Neil Lennon               |
| 2016.-        | Phil Parkinson            |

## Bivši igrači
- Kevin Nolan
- Gary Speed
- El Hadji Diouf

## Vanjske poveznice
- Službena stranica

| Momčadi FA Premier lige                                                          | Momčadi FA Premier lige |
| -------------------------------------------------------------------------------- | --- |
|                                                                                  | |
| Članovi 2024./25.                                                                | Arsenal • Aston Villa • Bournemouth • Brentford • Brighton & Hove Albion • Chelsea • Crystal Palace • Everton • Fulham • Ipswich Town • Leicester City • Liverpool • Manchester City • Manchester United • Newcastle United • Nottingham Forest • Southampton • Tottenham Hotspur • West Ham United • Wolverhampton Wanderers |
|                                                                                  | |
| Bivše momčadi (1992. – 2024.)                                                    | Barnsley • Birmingham City • Blackburn Rovers • Blackpool • Bolton Wanderers • Bradford City • Burnley • Cardiff City • Charlton Athletic • Coventry City • Derby County • Fulham • Huddersfield Town • Hull City • Leeds United • Luton Town • Middlesbrough • Norwich City • Nottingham Forest • Oldham Athletic • Portsmouth • Queens Park Rangers • Reading • Sheffield Wednesday • Sheffield United • Stoke City • Sunderland • Swansea City • Swindon Town • Watford • West Bromwich Albion • Wigan Athletic • Wimbledon |
|                                                                                  | |
| Bivše momčadi Football Leaguea (1888. – 1892.) i First Divisiona (1892. – 1992.) | Accrington • Bradford Park Avenue • Bristol City • Bury • Carlisle United • Darwen • Glossop North End • Grimsby Town • Leyton Orient • Millwall • Northampton Town • Notts County • Oxford United • Preston North End |

| Momčadi FA Premier lige                                                          | Momčadi FA Premier lige |
| -------------------------------------------------------------------------------- | --- |
|                                                                                  | |
| Članovi 2024./25.                                                                | Arsenal • Aston Villa • Bournemouth • Brentford • Brighton & Hove Albion • Chelsea • Crystal Palace • Everton • Fulham • Ipswich Town • Leicester City • Liverpool • Manchester City • Manchester United • Newcastle United • Nottingham Forest • Southampton • Tottenham Hotspur • West Ham United • Wolverhampton Wanderers |
|                                                                                  | |
| Bivše momčadi (1992. – 2024.)                                                    | Barnsley • Birmingham City • Blackburn Rovers • Blackpool • Bolton Wanderers • Bradford City • Burnley • Cardiff City • Charlton Athletic • Coventry City • Derby County • Fulham • Huddersfield Town • Hull City • Leeds United • Luton Town • Middlesbrough • Norwich City • Nottingham Forest • Oldham Athletic • Portsmouth • Queens Park Rangers • Reading • Sheffield Wednesday • Sheffield United • Stoke City • Sunderland • Swansea City • Swindon Town • Watford • West Bromwich Albion • Wigan Athletic • Wimbledon |
|                                                                                  | |
| Bivše momčadi Football Leaguea (1888. – 1892.) i First Divisiona (1892. – 1992.) | Accrington • Bradford Park Avenue • Bristol City • Bury • Carlisle United • Darwen • Glossop North End • Grimsby Town • Leyton Orient • Millwall • Northampton Town • Notts County • Oxford United • Preston North End |